# Gran Premio di superbike di Losail 2014
Il Gran Premio di superbike di Losail 2014 è stato la dodicesima prova del mondiale superbike del 2014, nello stesso fine settimana si è corso l'undicesimo gran premio stagionale del mondiale supersport del 2014.
Vincendo le due gare di questo GP e grazie ai 50 punti ottenuti, Sylvain Guintoli diviene campione del mondo Superbike del 2014. Il pilota francese, al primo titolo mondiale della sua carriera, supera in testa il britannico Tom Sykes di soli sei punti, con l'Aprilia che ottiene sia il titolo piloti ma anche quello costruttori.
La gara del mondiale Supersport viene vinta da Michael van der Mark, lo stesso pilota olandese aveva già ottenuto la certezza del titolo mondiale al termine del GP di Jerez.
A cinque anni di distanza dall'ultima edizione del 2009, si torna a correre una prova del mondiale Superbike a Losail, per la prima volta nella storia dei mondiali per derivate dalla serie, un GP si svolge in notturna con l'ausilio dell'illuminazione artificiale.

## Superbike

### Gara 1
Fonte
Vittoria in gara 1 per Sylvain Guintoli, con Loris Baz secondo a precedere il compagno di squadra Tom Sykes. Grazie a questa vittoria Guintoli, giunto all'ottava affermazione della sua carriera nel mondiale Superbike, recupera nove punti su Sykes (primo nella classifica mondiale) portandosi a sole tre lunghezze di ritardo.
Per quel che concerne la classe EVO, il migliore in questa gara è Niccolò Canepa, dodicesimo con la Ducati 1199 Panigale R del team Althea Racing, anche se David Salom con la Kawasaki ZX-10R del team Kawasaki Racing, grazie al tredicesimo posto ed i 3 punti acquisiti, ottiene la certezza di essere il migliore in classifica generale tra i piloti con motociclette con specifiche EVO.

#### Arrivati al traguardo
| Pos. | Nº | Pilota           | Squadra                      | Motocicletta               | Giri | Tempo     | Griglia | Punti |
| ---- | -- | ---------------- | ---------------------------- | -------------------------- | ---- | --------- | ------- | ----- |
| 1º   | 50 | Sylvain Guintoli | Aprilia Racing               | Aprilia RSV4 Factory       | 17   | 33'46.738 | 5º      | 25    |
| 2º   | 76 | Loris Baz        | Kawasaki Racing              | Kawasaki ZX-10R            | 17   | +2.650    | 2º      | 20    |
| 3º   | 1  | Tom Sykes        | Kawasaki Racing              | Kawasaki ZX-10R            | 17   | +3.955    | 3º      | 16    |
| 4º   | 65 | Jonathan Rea     | PATA Honda                   | Honda CBR1000RR            | 17   | +4.805    | 7º      | 13    |
| 5º   | 34 | Davide Giugliano | Ducati Superbike             | Ducati 1199 Panigale R     | 17   | +7.861    | 1º      | 11    |
| 6º   | 24 | Toni Elías       | Red Devils Roma              | Aprilia RSV4 Factory       | 17   | +8.192    | 10º     | 10    |
| 7º   | 7  | Chaz Davies      | Ducati Superbike             | Ducati 1199 Panigale R     | 17   | +8.991    | 4º      | 9     |
| 8º   | 33 | Marco Melandri   | Aprilia Racing               | Aprilia RSV4 Factory       | 17   | +10.512   | 8º      | 8     |
| 9º   | 58 | Eugene Laverty   | Voltcom Crescent Suzuki      | Suzuki GSX-R1000           | 17   | +15.978   | 9º      | 7     |
| 10º  | 22 | Alex Lowes       | Voltcom Crescent Suzuki      | Suzuki GSX-R1000           | 17   | +21.456   | 11º     | 6     |
| 11º  | 91 | Leon Haslam      | PATA Honda                   | Honda CBR1000RR            | 17   | +25.977   | 6º      | 5     |
| 12º  | 59 | Niccolò Canepa   | Althea Racing                | Ducati 1199 Panigale R EVO | 17   | +29.085   | 14º     | 4     |
| 13º  | 44 | David Salom      | Kawasaki Racing              | Kawasaki ZX-10R EVO        | 17   | +29.096   | 12º     | 3     |
| 14º  | 52 | Sylvain Barrier  | BMW Motorrad Italia          | BMW S1000 RR EVO           | 17   | +39.270   | 13º     | 2     |
| 15º  | 67 | Bryan Staring    | IRON BRAIN Grillini Kawasaki | Kawasaki ZX-10R EVO        | 17   | +43.360   | 17º     | 1     |
| 16º  | 11 | Jérémy Guarnoni  | MRS Kawasaki                 | Kawasaki ZX-10R EVO        | 17   | +46.206   | 18º     |       |
| 17º  | 99 | Geoff May        | Hero EBR                     | EBR 1190 RX                | 17   | +1:16.323 | 19º     |       |
| 18º  | 10 | Imre Tóth        | BMW Team Toth                | BMW S1000 RR               | 16   | +1 giro   | 23º     |       |

#### Ritirati
| Nº | Pilota               | Squadra                 | Motocicletta        | Giri | Griglia |
| -- | -------------------- | ----------------------- | ------------------- | ---- | ------- |
| 21 | Alessandro Andreozzi | Team Pedercini          | Kawasaki ZX-10R EVO | 7    | 15º     |
| 16 | Gábor Rizmayer       | BMW Team Toth           | BMW S1000 RR EVO    | 6    | 22º     |
| 95 | Alex Cudlin          | Team Pedercini          | Kawasaki ZX-10R EVO | 2    | 16º     |
| 20 | Aaron Yates          | Hero EBR                | EBR 1190 RX         | 2    | 21º     |
| 71 | Claudio Corti        | MV Agusta Reparto Corse | MV Agusta F4 RR     | 1    | 20º     |

#### Non partito
| Nº | Pilota          | Squadra                      | Motocicletta        |
| -- | --------------- | ---------------------------- | ------------------- |
| 32 | Sheridan Morais | IRON BRAIN Grillini Kawasaki | Kawasaki ZX-10R EVO |

### Gara 2
Fonte
Sylvain Guintoli, dopo aver vinto la prima gara, vince anche la seconda gara, realizzando così una doppietta in occasione di questo GP, portando a compimento anche il sorpasso decisivo nella classifica piloti a discapito di Tom Sykes, con il pilota francese del team Aprilia Racing che si laurea campione del mondo Superbike del 2014.
Il titolo piloti viene pertanto assegnato a Guintoli, che ottiene la prima posizione in graduatoria grazie a 416 punti totali, con Sykes secondo con 410 punti. Guintoli, al primo titolo iridato della sua carriera, diviene in questo modo il secondo pilota francese nella storia del campionato mondiale Superbike a laurearsi campione mondiale, a distanza di 25 anni dal successo iridato di Raymond Roche del 1990. Per quel che concerne l'Aprilia, la casa costruttrice italiana giunge al terzo titolo piloti della sua storia nel mondiale Superbike (dopo i successi di Max Biaggi nel 2010 e 2012).

#### Arrivati al traguardo
| Pos. | Nº | Pilota               | Squadra                      | Motocicletta               | Giri | Tempo     | Griglia | Punti |
| ---- | -- | -------------------- | ---------------------------- | -------------------------- | ---- | --------- | ------- | ----- |
| 1º   | 50 | Sylvain Guintoli     | Aprilia Racing               | Aprilia RSV4 Factory       | 17   | 33'41.803 | 5º      | 25    |
| 2º   | 65 | Jonathan Rea         | PATA Honda                   | Honda CBR1000RR            | 17   | +3.568    | 7º      | 20    |
| 3º   | 1  | Tom Sykes            | Kawasaki Racing              | Kawasaki ZX-10R            | 17   | +5.092    | 3º      | 16    |
| 4º   | 33 | Marco Melandri       | Aprilia Racing               | Aprilia RSV4 Factory       | 17   | +8.305    | 8º      | 13    |
| 5º   | 7  | Chaz Davies          | Ducati Superbike             | Ducati 1199 Panigale R     | 17   | + 8.390   | 4º      | 11    |
| 6º   | 24 | Toni Elías           | Red Devils Roma              | Aprilia RSV4 Factory       | 17   | + 8.654   | 10º     | 10    |
| 7º   | 76 | Loris Baz            | Kawasaki Racing              | Kawasaki ZX-10R            | 17   | + 9.115   | 2º      | 9     |
| 8º   | 34 | Davide Giugliano     | Ducati Superbike             | Ducati 1199 Panigale R     | 17   | +13.015   | 1º      | 8     |
| 9º   | 22 | Alex Lowes           | Voltcom Crescent Suzuki      | Suzuki GSX-R1000           | 17   | +13.478   | 11º     | 7     |
| 10º  | 91 | Leon Haslam          | PATA Honda                   | Honda CBR1000RR            | 17   | +25.471   | 6º      | 6     |
| 11º  | 44 | David Salom          | Kawasaki Racing              | Kawasaki ZX-10R EVO        | 17   | +37.964   | 12º     | 5     |
| 12º  | 59 | Niccolò Canepa       | Althea Racing                | Ducati 1199 Panigale R EVO | 17   | +38.001   | 14º     | 4     |
| 13º  | 67 | Bryan Staring        | IRON BRAIN Grillini Kawasaki | Kawasaki ZX-10R EVO        | 17   | +46.248   | 17º     | 3     |
| 14º  | 71 | Claudio Corti        | MV Agusta Reparto Corse      | MV Agusta F4 RR            | 17   | +51.926   | 20º     | 2     |
| 15º  | 21 | Alessandro Andreozzi | Team Pedercini               | Kawasaki ZX-10R EVO        | 17   | +56.331   | 15º     | 1     |
| 16º  | 99 | Geoff May            | Hero EBR                     | EBR 1190 RX                | 17   | +1:23.937 | 19º     |       |
| 17º  | 10 | Imre Tóth            | BMW Team Toth                | BMW S1000 RR               | 16   | +1 giro   | 23º     |       |
| 18º  | 95 | Alex Cudlin          | Team Pedercini               | Kawasaki ZX-10R EVO        | 16   | +1 giro   | 16º     |       |

#### Ritirati
| Nº | Pilota          | Squadra                 | Motocicletta        | Giri | Griglia |
| -- | --------------- | ----------------------- | ------------------- | ---- | ------- |
| 52 | Sylvain Barrier | BMW Motorrad Italia     | BMW S1000 RR EVO    | 5    | 13º     |
| 20 | Aaron Yates     | Hero EBR                | EBR 1190 RX         | 4    | 21º     |
| 11 | Jérémy Guarnoni | MRS Kawasaki            | Kawasaki ZX-10R EVO | 3    | 18º     |
| 58 | Eugene Laverty  | Voltcom Crescent Suzuki | Suzuki GSX-R1000    | 2    | 9º      |

#### Non partiti
| Nº | Pilota          | Squadra                      | Motocicletta        | Griglia |
| -- | --------------- | ---------------------------- | ------------------- | ------- |
| 16 | Gábor Rizmayer  | BMW Team Toth                | BMW S1000 RR EVO    | 22º     |
| 32 | Sheridan Morais | IRON BRAIN Grillini Kawasaki | Kawasaki ZX-10R EVO |         |

## Supersport
Fonte
Michael van der Mark con la Honda CBR600RR chiude il campionato mondiale Supersport del 2014 con la vittoria in questa gara, portando in questo modo a sei le sue affermazioni in questa stagione. Con van der Mark al primo posto in questa gara (e già sicuro del titolo mondiale), secondo sul traguardo giunge il pilota tailandese Ratthapark Wilairot (al primo podio iridato della sua carriera) con la Honda CBR 600RR del team Core PTR Honda, con Jules Cluzel al terzo posto con la MV Agusta F3 675 del team MV Agusta Reparto Corse.

### Arrivati al traguardo
| Pos. | Nº  | Pilota                | Squadra                       | Motocicletta     | Giri | Tempo     | Griglia | Punti |
| ---- | --- | --------------------- | ----------------------------- | ---------------- | ---- | --------- | ------- | ----- |
| 1º   | 60  | Michael van der Mark  | PATA Honda                    | Honda CBR600RR   | 15   | 30'42.722 | 2º      | 25    |
| 2º   | 14  | Ratthapark Wilairot   | Core PTR Honda                | Honda CBR600RR   | 15   | +3.570    | 4º      | 20    |
| 3º   | 16  | Jules Cluzel          | MV Agusta Reparto Corse       | MV Agusta F3 675 | 15   | +5.124    | 1º      | 16    |
| 4º   | 17  | Lucas Mahias          | DMC Panavto-Yamaha            | Yamaha YZF R6    | 15   | +5.476    | 6º      | 13    |
| 5º   | 88  | Kev Coghlan           | DMC Panavto-Yamaha            | Yamaha YZF R6    | 15   | +5.578    | 7º      | 11    |
| 6º   | 44  | Roberto Rolfo         | Team Go Eleven                | Kawasaki ZX-6R   | 15   | +8.275    | 9º      | 10    |
| 7º   | 26  | Lorenzo Zanetti       | PATA Honda                    | Honda CBR600RR   | 15   | +8.965    | 3º      | 9     |
| 8º   | 54  | Kenan Sofuoğlu        | San Carlo Puccetti Racing     | Kawasaki ZX-6R   | 15   | +12.367   | 8º      | 8     |
| 9º   | 5   | Roberto Tamburini     | San Carlo Puccetti Racing     | Kawasaki ZX-6R   | 15   | +22.923   | 10º     | 7     |
| 10º  | 155 | Massimo Roccoli       | MV Agusta Reparto Corse       | MV Agusta F3 675 | 15   | +23.081   | 16º     | 6     |
| 11º  | 21  | Florian Marino        | Kawasaki Intermoto Ponyexpres | Kawasaki ZX-6R   | 15   | +25.585   | 11º     | 5     |
| 12º  | 99  | Patrick Jacobsen      | Kawasaki Intermoto Ponyexpres | Kawasaki ZX-6R   | 15   | +25.668   | 12º     | 4     |
| 13º  | 35  | Raffaele De Rosa      | Team Lorini                   | Honda CBR600RR   | 15   | +26.094   | 13º     | 3     |
| 14º  | 11  | Christian Gamarino    | Team Go Eleven                | Kawasaki ZX-6R   | 15   | +28.026   | 14º     | 2     |
| 15º  | 22  | Mason Law             | Kawasaki Intermoto Ponyexpres | Kawasaki ZX-6R   | 15   | +29.868   | 17º     | 1     |
| 16º  | 77  | Nasser Hasan Al Malki | CIA Insurance Honda           | Honda CBR600RR   | 15   | +48.357   | 20º     |       |
| 17º  | 161 | Alexey Ivanov         | DMC Panavto-Yamaha            | Yamaha YZF R6    | 15   | +1:00.928 | 22º     |       |
| 18º  | 61  | Fabio Menghi          | VFT Racing                    | Yamaha YZF R6    | 15   | +1:00.968 | 23º     |       |
| 19º  | 7   | Nacho Calero          | CIA Insurance Honda           | Honda CBR600RR   | 15   | +1:14.126 | 21º     |       |

### Ritirati
| Nº | Pilota          | Squadra                   | Motocicletta   | Giri | Griglia |
| -- | --------------- | ------------------------- | -------------- | ---- | ------- |
| 15 | Marco Faccani   | San Carlo Puccetti Racing | Kawasaki ZX-6R | 14   | 15º     |
| 87 | Luca Marconi    | Team Lorini               | Honda CBR600RR | 14   | 19º     |
| 4  | Jack Kennedy    | CIA Insurance Honda       | Honda CBR600RR | 4    | 5º      |
| 53 | Valentin Debise | Com Plus SMS Racing       | Honda CBR600RR | 1    | 18º     |